# 格鲁伯 (姓氏)
格鲁伯 或者 格鲁贝尔（Gruber）可以指：

## 人物
- 米夏埃尔·格鲁贝尔（德語：Michael Gruber，1979年12月5日－），奧地利男子北歐聯合運動員。
- 卡尔·格鲁伯（德語：Karl Gruber；1909年5月3日－1995年2月1日），奧地利政治家。
- 伯恩哈德·格鲁贝尔（德語：Bernhard Gruber，1982年8月12日－），奧地利男子北歐聯合運動員。
- 大卫·格鲁伯（英語：David Gruber），美國海洋生物學家。
- 赫伯特·格鲁贝尔（德語：Herbert Gruber，1942年11月9日－），奥地利男子雪车运动员。
- 約翰·格魯伯（英語：John Gruber，1973年－），美国作家、博主、用户界面设计师和发明家。

|  | 本页或本分段罗列了姓氏为「格鲁伯 (姓氏)」的人物。 如果是一个指代特定个人的内链将您引导到本页，請考慮修正該人物的名字以將链接指向正確的條目。 |